# Eleição municipal de Mauá em 2016
A eleição municipal de Mauá em 2016 teve seu primeiro turno no dia 2 de Outubro de 2016, elegendo cerca de 23 vereadores, porém por uma diferença de votos para a vaga de prefeito, foi necessário um segundo turno para definir a eleição em Mauá, no Estado de São Paulo, no Brasil. O candidato eleito a prefeito foi Atila Jacomussi, do PSB com 64,7% dos votos válidos, contra 35,3% do candidato do PT, Donisete Braga no segundo turno. Durante o primeiro turno concorreram também Clovis Volpi do PSDB, Marcio Chaves do PSD, Rogério Santana da REDE, Professora Rejane do PSOL e Gilberto Barros do PPL. O segundo turno ocorreu posteriormente no dia 30 de Outubro de 2016.
O pleito em Mauá foi parte das eleições municipais nas unidades federativas do Brasil. Mauá foi um dos 441 municípios vencidos pelo PSB; no Brasil, há 5.570 cidades.
O candidato mais bem votado para vereador em Mauá, foi Severino do Mstu do PROS com 5.547 votos (2,66% dos votos válidos). A disputa para as 23 vagas para a Câmara Municipal de Mauá envolveu a participação de 104 candidatos.

## Antecedentes
Na eleição municipal de Mauá em 2012, o candidato Donisete Braga (PT) derrotou Vanessa Damo do (PMDB) no segundo turno com 125.115 (57,14%) dos votos válidos elegendo-se a prefeitura, contra 90.098 (42,86%) de Vanessa. Donisete focou sua campanha em denunciar as falhas no governo de Leonel Damo (2005-2007), pai de Vanessa, que deixou de pagar a ordem R$ 230 milhões.

## Eleitorado
Nas eleições dos 303.088 eleitores mauaenses com cerca de 457.696 de habitantes na cidade, foram as urnas 82,12% da população apta a votar, tendo o maior percentual no Brasil de brancos e nulos durante o segundo turno e teve ausência de 17,88% entre os eleitores.

## Candidatos
Foram sete candidatos à prefeitura em 2016: Atila Jacomussi do PSB, Donisete Braga do PT, Clovis Volpi do PSDB, Marcio Chaves do PSD, Rogério Santana da REDE, Professora Rejane do PSOL e Gilberto Barros do PPL.
| Candidato(a) à prefeito | Partido | Candidato(a) à vice-prefeito | Partido | Número | Coligação                                                                              |
| ----------------------- | ------- | ---------------------------- | ------- | ------ | -------------------------------------------------------------------------------------- |
| Atila Jacomussi         | PSB     | Alaide Damo                  | PMDB    | 40     | Muda Mauá, Muda Já PSB, PMDB, PSL, DEM, PEN, PCdoB, PRP, Solidariedade, PR, PRTB, PSDC |
| Donisete Braga          | PT      | Cleber Broch                 | PTB     | 13     | Mauá Muito Mais Forte PT, PTB, PDT, PV, PPS, PROS, PTdoB, PRB, PP                      |
| Clovis Volpi            | PSDB    | Dr. Evandro                  | PTN     | 45     | Experiências e Coragem para Mudar PSDB, PTN, PHS, PMN                                  |
| Márcio Chaves           | PSD     | Coronel Paulo Barthasar      | PTC     | 55     | Somos Mais Mauá PSD, PTC, PSC                                                          |
| Rogério Santana         | REDE    | Andréia Bispo                | REDE    | 18     | Partido Isolado                                                                        |
| Professora Rejane       | PSOL    | Professor Toninho            | PSOL    | 50     | Partido Isolado                                                                        |
| Gilberto Barros         | PPL     | Enéias                       | PPL     | 54     | Partido Isolado                                                                        |

## Campanha
Durante as prévias para a prefeitura de Mauá, Atila Jacomussi e Donisete Braga, coincidiram algumas vezes suas agendas, afim de definirem questões similares para o bem estado do eleitorado. Ambos conversaram com o subsecretário estadual da Tecnologia do Estado de São Paulo, Julio Semeghini, em posições diferentes, Atila como deputado estadual em defesa de seu município, e Donisete como prefeito de Mauá. Além de voltarem sua atenção para o envio de verbas para a conclusão do Parque da Juventude através do Desenvolvimento Rodoviário S/A, falando com a diretoria em datas diferentes.
Os principais temas para os dois candidatos foram: mobilidade urbana, educação e lazer. Enquanto Atila prometeu a implementação do Bilhete Único em Mauá, juntamente com um terminal central para a cidade, Donisete firmou-se em modernizar a frota de ônibus e a construção de mais abrigos para eles. Na educação Jacomussi firmou-se prioritariamente no ensino básico com a abertura de mais creches e escolas e foco maior no ensino superior, garantindo 20% de bolsa de estudos para os moradores de baixa renda de Mauá. Donisete se preocupou fortemente em garantir que as mães consigam trabalhar, construindo mais escolas e abrindo mais vagas para as crianças.
Ambos firmam-se trazer as famílias do município a terem acesso a esporte, lazer e música, Atila através do Parque da Juventude, que para Braga seria utilizado para prestar auxilio a dependentes químicos. Para Donisete o foco nisso seria transformar parte das escolas da cidade em CEU, permitindo o uso da família aos finais de semana.

## Pesquisa
A pesquisa realizada pelo instituto DGABC em 1 de Setembro de 2016 para o primeiro turno apontavam Atila Jacomussi com 31,5% contra 15,3% de Donisete Braga, posteriormente para o segundo turno o instituto Veritá em pesquisa divulgada pela Rádio ABC em 10 de Outubro de 2016, colocava Atila em primeiro no segundo turno com 51,6%% dos votos contra 21,6% de Braga.
| Data de divulgação    | Instituto | Número de registro no TSE | Margem de erro | Candidato             | Candidato           | Brancos e nulos |
| Data de divulgação    | Instituto | Número de registro no TSE | Margem de erro | Atila Jacomussi (PSB) | Donisete Braga (PT) | Brancos e nulos |
| --------------------- | --------- | ------------------------- | -------------- | --------------------- | ------------------- | --------------- |
| 1 de Setembro de 2016 | DGABC     | SP-06595/2016.            | ± 5%           | 31,5%                 | 15,3%%              | 38,8%           |
| 10 de outubro de 2016 | Veritá    | SP-04212/2016.            | ± 3,5%         | 51,6%                 | 21,6%%              | 22,1%           |

## Resultados

### Primeiro Turno
No dia 2 de Outubro, não foi possível definir o prefeito de Mauá, sendo necessário um segundo turno entre Atila Jacomussi do PSB e Donisete Braga do PT.
| Candidato(a)             | Votos  | Percentual |
| ------------------------ | ------ | ---------- |
| Atila Jacomussi (PSB)    | 86.615 | 46,73%     |
| Donisete Braga (PT)      | 41.958 | 22,90%     |
| Clovis Volpi (PSDB)      | 37.065 | 20,23%     |
| Marcio Chaves (PSD)      | 7.691  | 4,20%      |
| Rogério Santana (REDE)   | 6.432  | 3,51%      |
| Professora Rejane (PSOL) | 4.052  | 2,21%      |
| Gilberto Barros (PPL)    | 417    | 0,23%      |

### Vereadores Eleitos
Dos vinte e três (23) vereadores eleitos, dez (10) eram em 2016 da base de Atila Jacomussi. Doze (12) vereadores foram reeleitos; nenhuma mulher foi eleita, dentre os vereadores eleitos em 2016. O vereador mais votado foi Severino do Mstu (PROS), que teve 5.547 votos. O PRP e PTdoB elegeram três vereadores cada um; SD, PDT, PSDB, PSDC dois e PROS, PRB, PT, PPS, PEN, DEM, PSB, PR, PTB apenas um.
| Candidato(a)             | Número | Partido       | Votos | Percentual |
| ------------------------ | ------ | ------------- | ----- | ---------- |
| Severino do Mstu         | 90028  | PROS          | 5.547 | 2,66%      |
| Admir Jacomussi          | 44610  | PRP           | 4.409 | 2,11%      |
| Ricardinho da Enfermagem | 14040  | PTB           | 4.321 | 2,07%      |
| Neycar                   | 77777  | Solidariedade | 3.774 | 1,81%      |
| Gil Miranda              | 10123  | PRB           | 3.736 | 1,79%      |
| Marcelo Oliveira         | 13456  | PT            | 3.539 | 1,70%      |
| Chiquinho do Zaira       | 70123  | PTdoB         | 3.218 | 1,54%      |
| Betinho Dragões          | 22022  | PR            | 3.127 | 1,50%      |
| Bodinho                  | 44456  | PRP           | 2.860 | 1,37%      |
| Ivan                     | 70625  | PTdoB         | 2.832 | 1,36%      |
| Tchacabum                | 44321  | PRP           | 2.744 | 1,32%      |
| Dr Cincinato             | 12345  | PDT           | 2.707 | 1,30%      |
| Wilson Melão             | 23501  | PSD           | 2.588 | 1,24%      |
| Samuel Enfermeiro        | 40640  | PSB           | 2.443 | 1,17%      |
| Adelto Cachorrão         | 70000  | PTdoB         | 2.399 | 1,15%      |
| Chico do Judô            | 51251  | PEN           | 2.361 | 1,13%      |
| Fernando Rubinelli       | 12012  | PDT           | 2.338 | 1,12%      |
| Jotão                    | 45678  | PSDB          | 2.326 | 1,11%      |
| Professor Betinho        | 27000  | PSDC          | 2.280 | 1,09%      |
| Manoel Lopes             | 25662  | DEM           | 2.243 | 1,08%      |
| Irmão Ozelito            | 77187  | Solidariedade | 2.209 | 1,06%      |
| Pastor José              | 45700  | PSDB          | 2.150 | 1,03%      |
| Sinvaldo Carteiro        | 27123  | PSDC          | 1.542 | 0,74%      |

### Segundo Turno
No dia 30 de Outubro, Atila Jacomussi foi eleito prefeito com 64,47% dos votos válidos.
| Candidato(a)          | Votos   | Percentual |
| --------------------- | ------- | ---------- |
| Atila Jacomussi (PSB) | 112.788 | 64,47%     |
| Donisete Braga (PT)   | 62.169  | 35,53%     |

## Análises
Atila Jacomussi vence apenas no segundo turno com diferença de mais de 30% dos votos em relação ao adversário Donisete Braga. E só não conquistou a prefeitura no primeiro turno por apenas 4% mais um dos votos válidos. Donisete não conseguiu se reeleger devido a grave crise política de seu partido, o PT, o que acarretou não apenas em Mauá, mas em boa parte do país a queda do número de representatividade e administração municipal do Partido dos Trabalhadores.
Jacomussi tomou posse no dia 1 de Janeiro de 2017 e disse que "se administrar muito bem as contas, como  qualquer dona de casa administra, sobra dinheiro para fazer muita coisa na cidade. É só você começar a conter gastos desnecessários, enxugar a máquina administrativa".